# Moussem

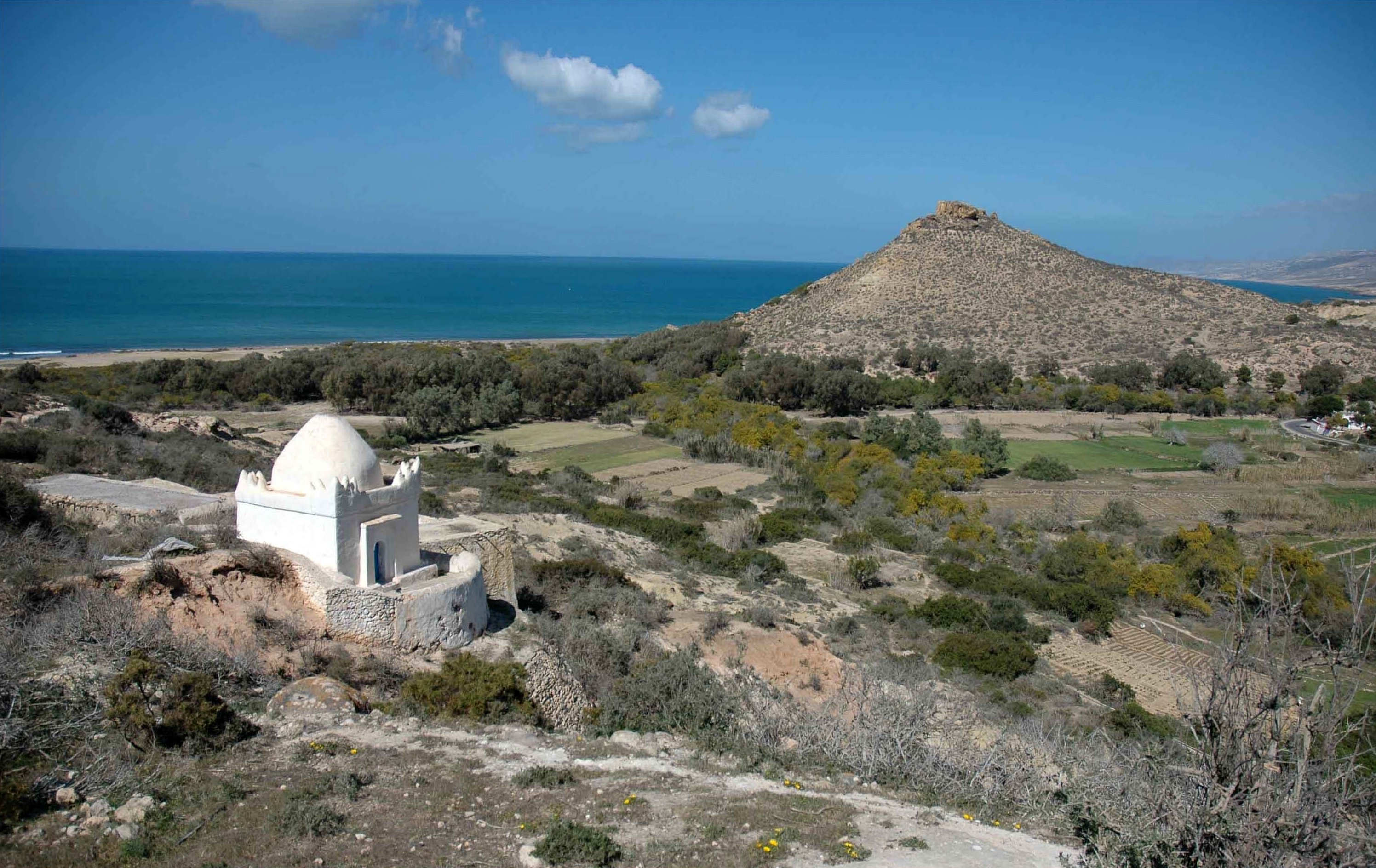
Marabout-Grab-Heiligtum in Südmarokko – Kuppelgräber wie dieses bildeten jahrhundertelang das Ziel von Pilgern aus der näheren Umgebung.

Ein Moussem (arabisch موسم, DMG mausim) oder Waada (وعدة / waʿda) ist ein ursprünglich religiös motiviertes Fest (Pilgerfahrt) im Maghreb zu Ehren eines Heiligen (sidi, moulay oder cheikh). Es ist insofern dem deutschen Begriff ‚Kirmes‘ vergleichbar, von dem es sich jedoch durch die manchmal bei einem derartigen Ereignis stattfindenden Reiterspiele (fantasias) sowie durch andere kulturelle Besonderheiten unterscheidet. Aber auch erntedank-ähnlich motivierte Feste; die ebenfalls als Moussems bezeichnet werden, sind bekannt. Die religiös bedingten Feste richten sich oft nach dem Islamischen Kalender und finden somit – jährlich wechselnd – in verschiedenen Monaten statt.

## Geschichte
Wie weit die – ursprünglich wohl nicht zusammenhängenden – moussems oder fantasias historisch zurückreichen, ist unklar. Reiterspiele haben auf der Arabischen Halbinsel und andernorts wahrscheinlich eine ebenso lange Tradition wie Pilgerfahrten und lassen sich wahrscheinlich schon auf vorislamische Zeiten zurückführen; möglicherweise wurden beide Ereignisse erst in islamischer Zeit miteinander verknüpft.
In früheren Zeiten hatte – vor allem in den von Berbern bewohnten Gebieten des Maghreb – beinahe jedes Dorf seinen ‚Heiligen‘ (marabout) und ein ebenso genanntes kleines Kuppelgrab (qubba), doch sind im Verlauf des 20. Jahrhunderts viele lokale und regionale Traditionen der ‚Heiligenverehrung‘ zum Erliegen gekommen. Immerhin werden einige Marabout-Bauten noch instand gehalten und alle paar Jahre mit weißer Farbe getüncht, doch ist ein Ende dieser Traditionspflege – wie in Tunesien bereits geschehen – abzusehen.

## Gegenwart

### Algerien
| weltliche Feste - Le Tafsit (Frühlingsfest), Hoggar-Region, Südalgerien - Moussem des Dattes (Dattelfest), Taghit, Westalgerien (Oktober) - Moussem de Mâatkas (Töpferfest), Kabylei, Nordalgerien (Juni) - Moussem du corail (Korallenfest), El Kala, Nordostalgerien (August) - Moussem des fraises (Erdbeerfest), Skikda, Nordostalgerien (Mai) | religiöse Feste - Le s’boue (Geburt Mohammeds), Provinz Gourara, Zentralalgerien - Waada de Sidi Lakhdar Ben Khlouf (Wilaya de Mostaganem) - Waada de Sidi Khelifa (Wilaya d'El Bayadh) - Waada de Sidi Laadjal (Wilaya de Mostaganem) - Waada de Sidi El Hasni (Wilaya d'Oran) - Waada de Sidi Yahia Bensfia (Wilaya de Tlemcen) |

### Marokko
Allein in Marokko gibt es um die 500 alljährlich stattfindenden moussems. Die wichtigsten sind:
| weltliche Feste - Moussem des Amandiers (Mandelblütenfest) in Tafraoute (Februar) - Moussem des Roses in El-Kelâa M’Gouna (Mai) - Moussem des Cerises (Kirschenfest) in Sefrou (Juni, 2012 als Immaterielles Kulturerbe der Menschheit anerkannt) - Moussem du Miel (Honigfest) in Imouzzer des Ida-Outanane (August) - Moussem des Dattes (Dattelfest) in Erfoud (Oktober) - Moussem des Fiançailles (Heiratsmarkt) in Imilchil (September) | religiöse Feste - Moussem de Tan-Tan bei Tan-Tan (im Jahr 2008 von der UNESCO als Immaterielles Kulturerbe der Menschheit anerkannt) - Moussem des Regragas bei Essaouira (Frühjahrs-Tagundnachtgleiche) - Moussem de Moulay Bousselham (Juli) - Moussem de Sidi Ahmed Belahcen, Médiouna bei Casablanca (Juli) - Moussem de Moulay Abdellah Amghar bei El Jadida (August) - Moussem de Sidi Ahmed bei Tiznit (August) - Moussem Moulay Idriss II. in Fès (September/Oktober) |